# 1641 en France
Chronologie de la France
- 1637
- 1638
- 1639
- 1640
- 1641
- 1642
- 1643
- 1644
- 1645

## Événements
- 7 janvier : mort de Charles de Condren. Gaston de Renty devient supérieur de la compagnie du Saint-Sacrement (fin en 1649)[1].
- 14 janvier : inauguration à Paris de la salle de théâtre du Palais-Royal avec Mirame, tragédie de Jean Desmarets de Saint-Sorlin et de Richelieu[2].
- 23 janvier : Louis XIII est proclamé comte de Barcelone
- 21 février : édit de Saint-Germain ; Richelieu limite le droit de remontrance du Parlement de Paris. Il interdit aux Parlements et autres cours de justice de prendre connaissance des affaires de l’État et de l’administration ou du gouvernement, réservées au roi[3].
- 2 avril : traité de Saint-Germain ; Louis XIII restitue ses territoires à Charles de Lorraine en échange d’une aide militaire contre l’Espagne[4].
- 28 avril : rentré à Épinal, Charles de Lorraine prétend n’avoir signé que sous la contrainte[5].

- 19 mai : début du siège d’Aire-sur-la-Lys, en Artois, par le maréchal de la Meilleraie[6].

- 1er juin : traité d’alliance franco-portugais de Paris[7].

- 3 juin : lettres de cachet enjoignant à six prélats opposés aux exigences financières de Richelieu de se retirer dans leur diocèse, à l’issue de l’assemblée du clergé tenue à Mantes[8].
- 8 juin : déclaration du roi contre les princes qui ont pris les armes à Sedan (Soissons, Bouillon, Gondi). En réponse, les princes rédigent un « Manifeste pour la justice des armes des princes de la Paix », daté du 2 juillet et publié après la mort de Soissons[9].

- 6 juillet : Louis de Bourbon, comte de Soissons, révolté (appuyé par le duc de Bouillon, Gondi et plusieurs officiers des cours souveraines), entre en France et bat l’armée royale du duc de Châtillon à la bataille de la Marfée, près de Sedan. Il périt de mort accidentelle le même jour, ce qui met fin à la conjuration[10].

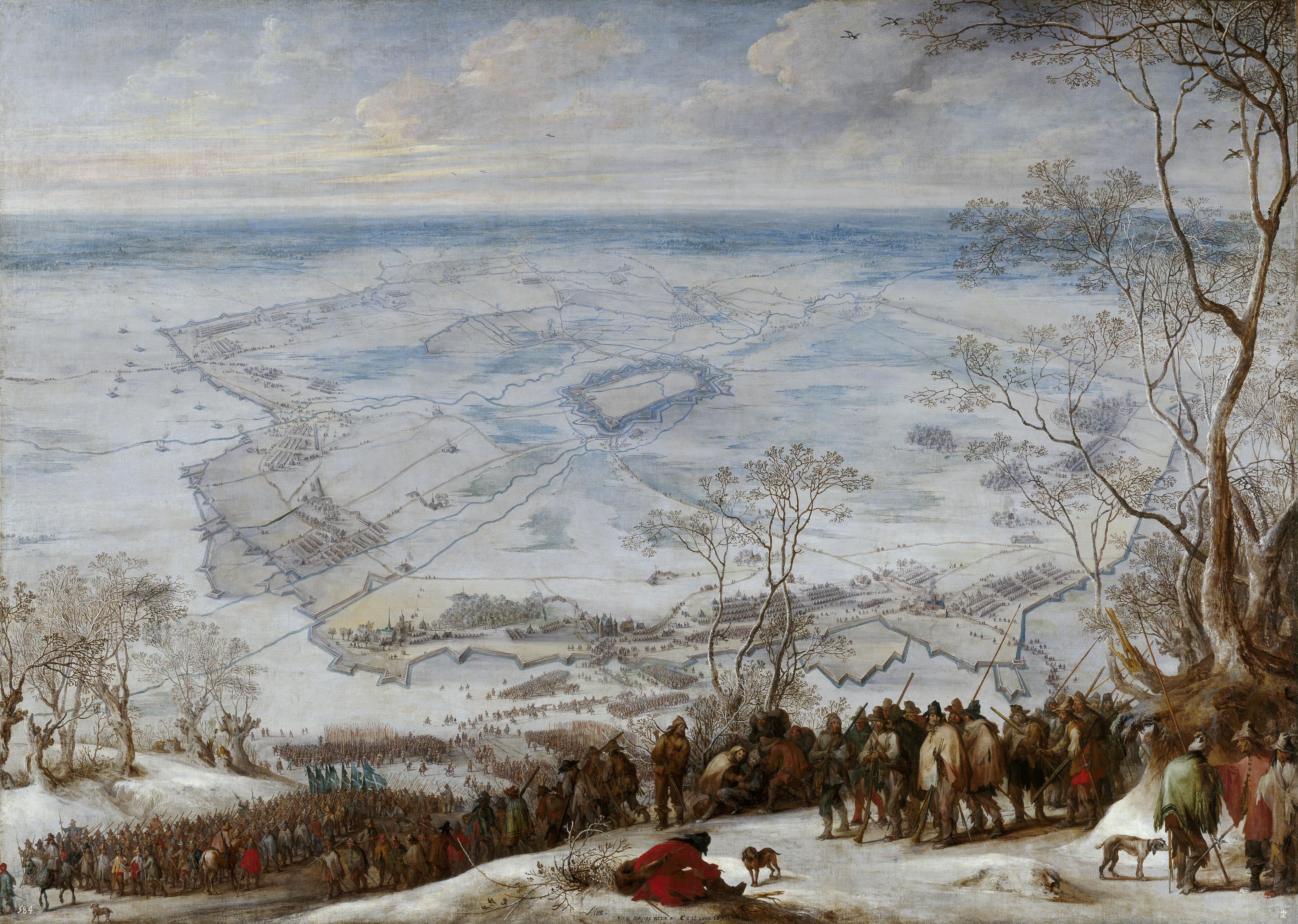
9 août-7 décembre : siège d’Aire-sur-la-Lys par le cardinal-infant, toile de Peeter Snayers.

- 26 juillet : prise d’Aire-sur-la-Lys par le maréchal de la Meilleraie. Il doit se retirer le 9 août devant les troupes de Lamboy, du cardinal-infant et du duc de Lorraine[11]. La ville, assiégée cette fois par les Espagnols, doit se rendre le 7 décembre[6].

- 1er août : l’Augustinus de l’évêque d’Ypres Jansénius est condamné par l’Inquisition puis par le pape Urbain VIII (6 mars 1642)[12].
- 3 août : le duc de Bouillon obtient le pardon du roi à  Mézières ; il garde Sedan et les conjurés sont amnistiés, à l’exclusion du duc de Guise en exil[10].
- 9 août : le cardinal de Richelieu ordonne au gouverneur français de Lorraine Du Hallier de faire réoccuper les places restituées au duc Charles. Bar-le-Duc est reprise le 13 août par l’armée royale commandée par l’évêque d’Auxerre et le comte de Grancey, Pont-à-Mousson le 17 août ; Saint-Mihiel et Gondrecourt se rendent sans résistance. La garnison de Neufchâteau résiste deux jours (10 août). Épinal assiégée capitule le 23 août et le château le 28 août. Châtel-sur-Moselle se rend sans grande résistance le 29 août. Fin octobre seules les places de Dieuze et de La Mothe résistent[5].
- 14 août : l’assemblée du clergé de Mantes accorde au roi une subvention extraordinaire de cinq millions cinq cent mille livres au lieu du droit d’amortissement réclamé[13].

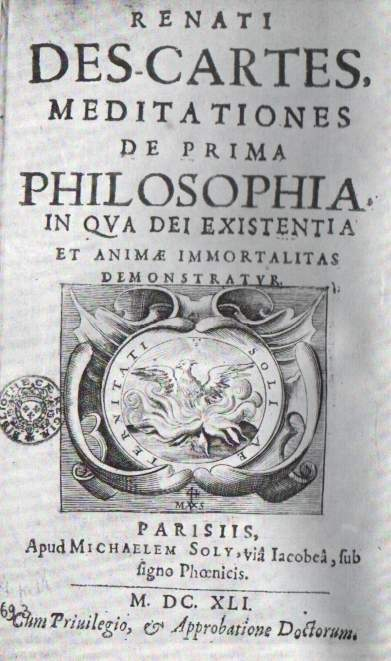
Les Méditations métaphysiques de Descartes.

- 28 août : l’édition en latin des Méditations métaphysiques du philosophe français René Descartes est achevée d’imprimer. C’est une œuvre philosophique écrite en latin, avec six objections[14], dans laquelle il expose sa conception d’un principe premier de la philosophie : « Cogito ergo sum » (« Je pense, donc je suis »)[15].

- 14 septembre : traité de Péronne avec Honoré II Grimaldi de Monaco. Louis XIII prend Monaco, Menton et Roquebrune sous sa protection.  Honoré II de Monaco accepte une garnison française mais reçoit le titre de Prince[16] (approuvé par le roi le 8 juillet, ratifié et complété par Honoré II le 12 août[17]).
- 19 septembre : traité de Péronne entre Louis XIII et les insurgés catalans[18].

- 25 octobre : le comte de Grancey assiège Dieuze  en Lorraine mais doit renoncer devant l’inondation de la campagne environnante et l’arrivée des troupes du duc Charles[19].

- 16 décembre : Mazarin devient cardinal par protection de Richelieu[20].
- 23 décembre : édit ordonnant la fabrication du louis d’argent ou écu blanc[21]. La livre tournois, qui valait 10,98 grammes d’argent fin en 1602, tombe à 8,33 mais est stabilisée pour plusieurs décennies[22].
- 29 décembre : fondation à Vaugirard du séminaire de Saint-Sulpice par Jean-Jacques Olier de Verneuil[23].